# 多伊斯拉热阿杜斯
多伊斯拉热阿杜斯是巴西南大河州的一个市镇。总面积133.373平方公里，总人口3334人，人口密度25人/平方公里。